# Décret du 20 août 1792
Décret du 18 juin 1792
Abolition des droits casuels sans titre primitif d'inféodation Décret du 25 août 1792
Abolition du principe « nulle terre sans seigneur »
Par le décret du 20 août 1792, (nommé aussi décret des 20-22 août 1792),  l'Assemblée nationale a déterminé les conditions de rachats des droits féodaux considérés comme rachetables par le décret du 15 mars 1790. Le décret porte plus spécifiquement sur le mode de rachat des droits casuels et droits fixes.

## Contexte

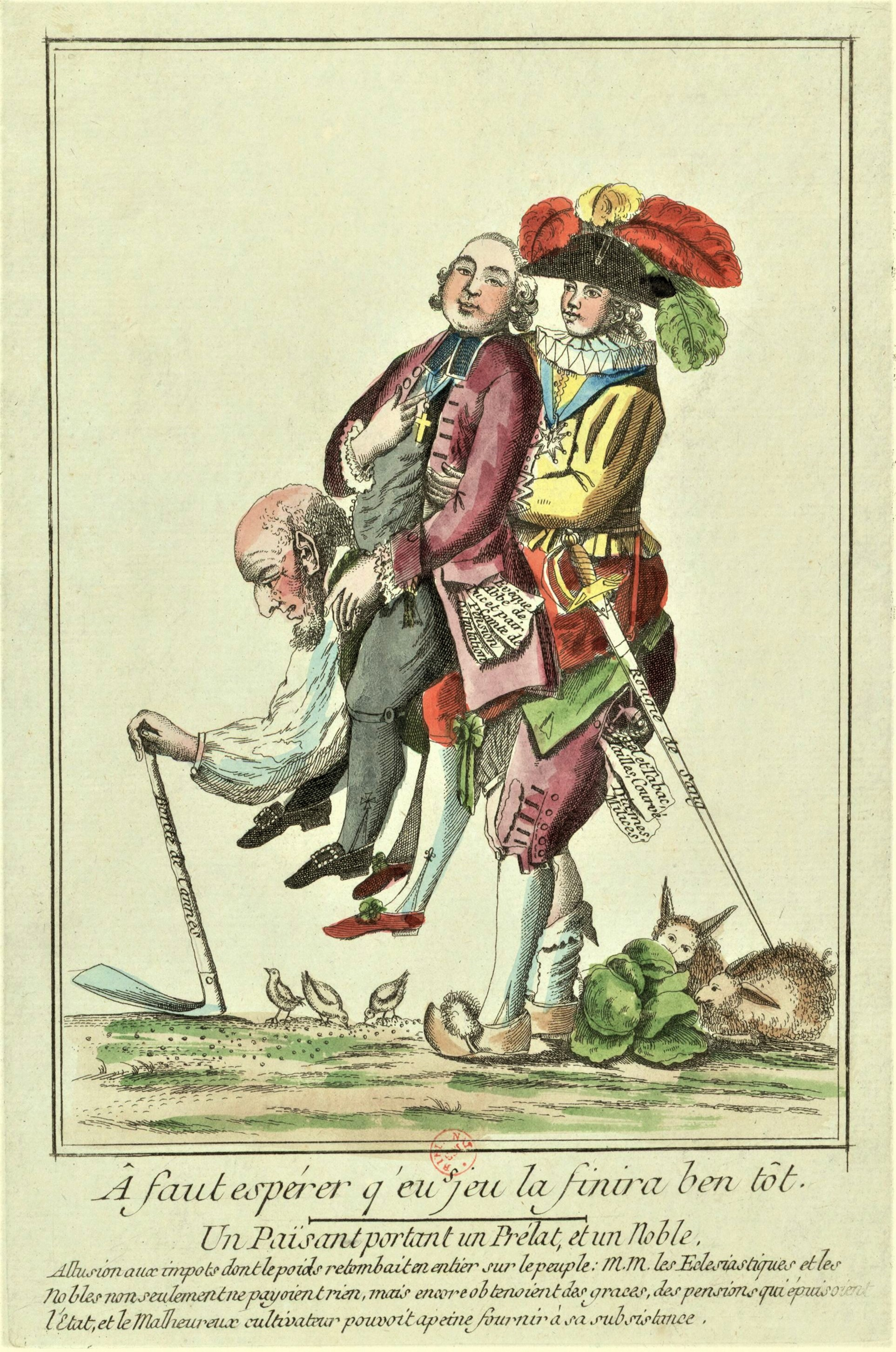
Eau-forte en couleur intitulée : « Â faut espérer q'eu s jeu la finira ben tôt »
Un païsan portant un Prélat et un Noble.
Allusion aux impôts dont le poids retombait en entier sur le peuple : M.M. les Eclésiastiques et les Nobles non seulement ne payoient rien, mais encore obtenoient des graces, des pensions qui épuisoient l'Etat et le Malheureux cultivateur pouvoit a peine fournir à sa subsistance.
Caricature anonyme, Paris, mai 1789

## Sources et références
1. ↑  Université Stanford, Archives numériques de la Révolution françaiseArchives Parlementaires » Tome 48 : Du 11 août au 25 août 1792 » Séance du lundi 20 août 1792, au soir » page 426, consulté le 18/11/2016
2. ↑  Joseph-François Lemailliaud de Kerhamos, Rapport et projet de décret relatifs au rachat successif & séparé des redevances fixes, même solidaires, & droits casuels conservés, au mode de conversion du champart & autres redevances de même nature, en une rente annuelle d'une quotité fixe de grains, à la prescription des redevances fixes à l'avenir, & au paiement de celles arriérées depuis & y compris 1789 jusqu'en 1791 inclusivement, Paris, Imprimerie nationale, 1792
3. ↑  Louis Rondonneau, Manuel rural et forestier : ou recueil des lois, arrêtés, décrets, réglemens d'administration et ordonnances du Roi, publiés depuis 1789 jusqu'au mois de mars 1818, sur l'agriculture, les bois de l'état, des établissemens publics et particuliers ; les biens communaux ; les bêtes à laine ; les canaux de navigation et d'irrigation et cours d'eau ; la chasse et la pêche ; les chemins vicinaux, ... et généralement tout ce qui concerne l'économie et la police rurales, et le régime forestier. Suivi des dispositions du code civil, du code d'instruction criminelle et du code pénal, qui concernent les propriétés rurales et les délits ruraux et forestiers, Paris, Antoine Bavoux, 1819